# Espérausses

## Introduction
Espérausses est une commune française située dans le département du Tarn en région Occitanie. Sur le plan historique et culturel, la commune est dans le Lacaunais, un ensemble de plateaux où l'élevage de brebis laitières est prépondérant.
Exposée à un climat de montagne, elle est drainée par le Bertou et par divers autres petits cours d'eau. Incluse dans le parc naturel régional du Haut-Languedoc, la commune possède un patrimoine naturel remarquable composé de trois zones naturelles d'intérêt écologique, faunistique et floristique.
Espérausses est une commune rurale qui compte 155 habitants en 2022, après avoir connu un pic de population de 1 072 habitants en 1831. Ses habitants sont appelés les Espéraussais ou  Espéraussaises.

## Histoire
Espérausses (Esperaussis, Spérenza, Esperanza) dont l’origine remonte au Moyen Âge, est un village anciennement fortifié. Autrefois terre de seigneurs, il s’agit d’un lieu stratégique entre le Tarn et l’Aveyron. Espérausses fait d’abord partie de la Seigneurie de Berlats, qui appartenait au Comte de Toulouse. Elle est ensuite obtenue par les vicomtes d'Albi issus de la puissante famille Trencavel. Plus tard, elle entre en la possession des vicomtes de Lautrec. Au XIIe siècle, lors de la croisade des albigeois, la seigneurie est cédée à la famille de Monfort, elle-même à la tête de la seigneurie de Castres. Plus tard, elle est dévolue à un condottieri italien, Boufil des Juges, par le roi Louis XI. Au XVIe siècle, elle est intégrée au domaine royal par François Ier. Au XVIIe siècle, lors des guerres de Religion, les habitants d'Espérausses sont majoritairement protestants. En 1628, venant attaquer la place de Viane, les troupes menées par le maréchal de Thémines au nom du roi campent à Espérausses et incendient le village. Le duc de Rohan, chef des troupes protestantes, y aurait passé une nuit, après l’incendie. La plupart des habitations sont détruites, et le château lui-même, existant depuis le XIVe siècle, est grandement endommagé. Du XVIIe au XIXe siècle, le village se reconstruit et prospère grâce à l’agriculture, l’élevage et l’artisanat local,.

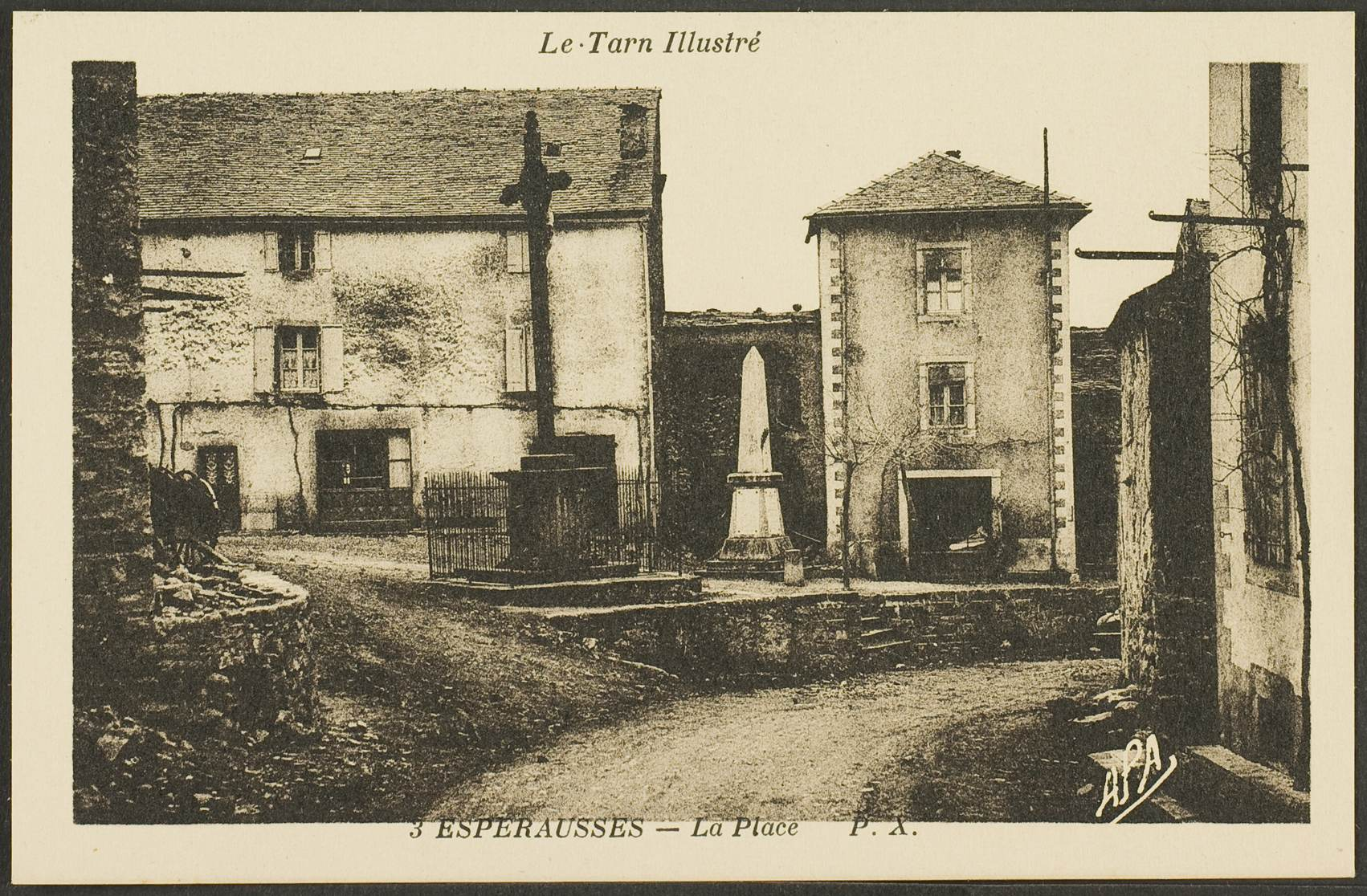
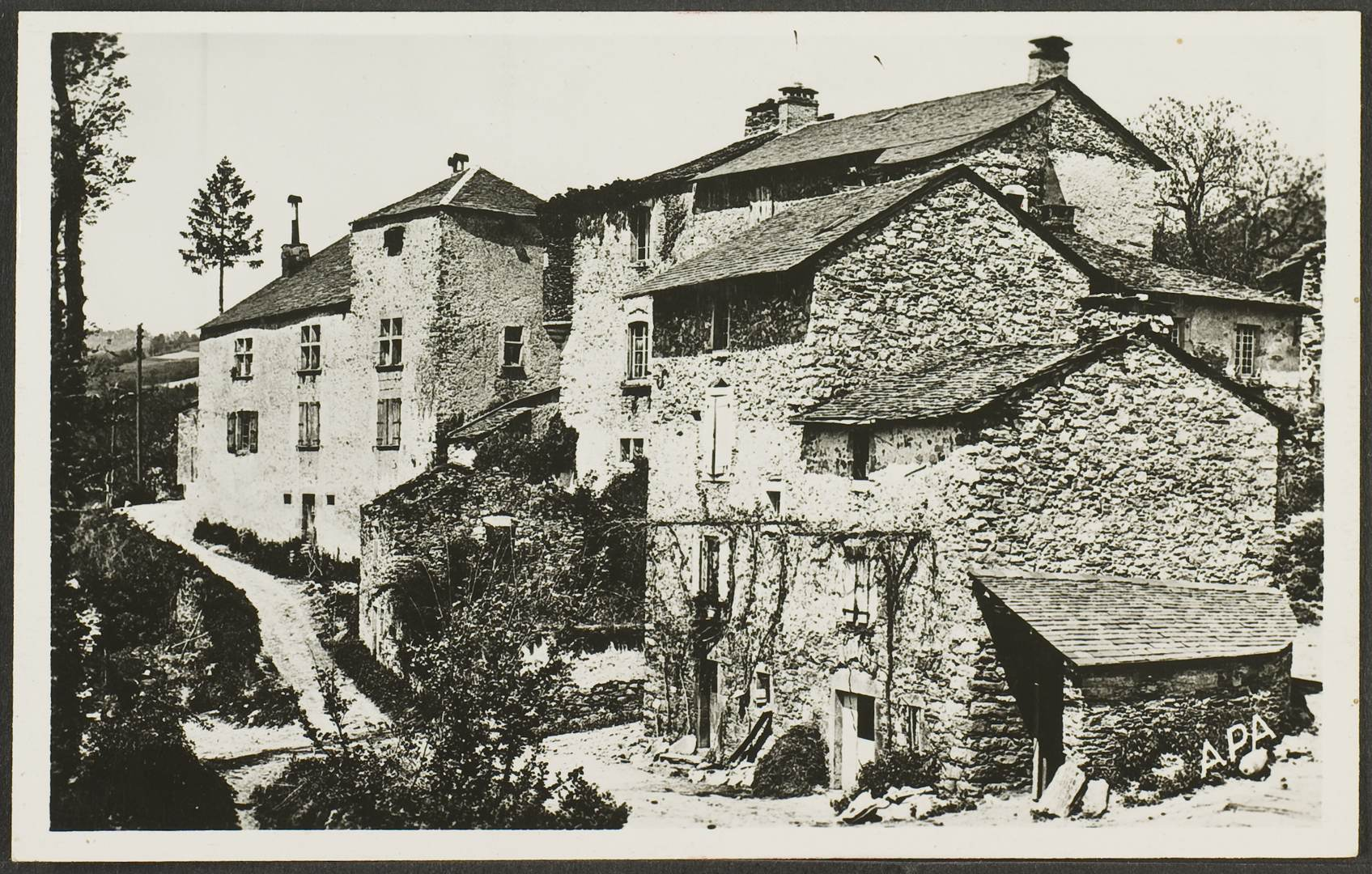
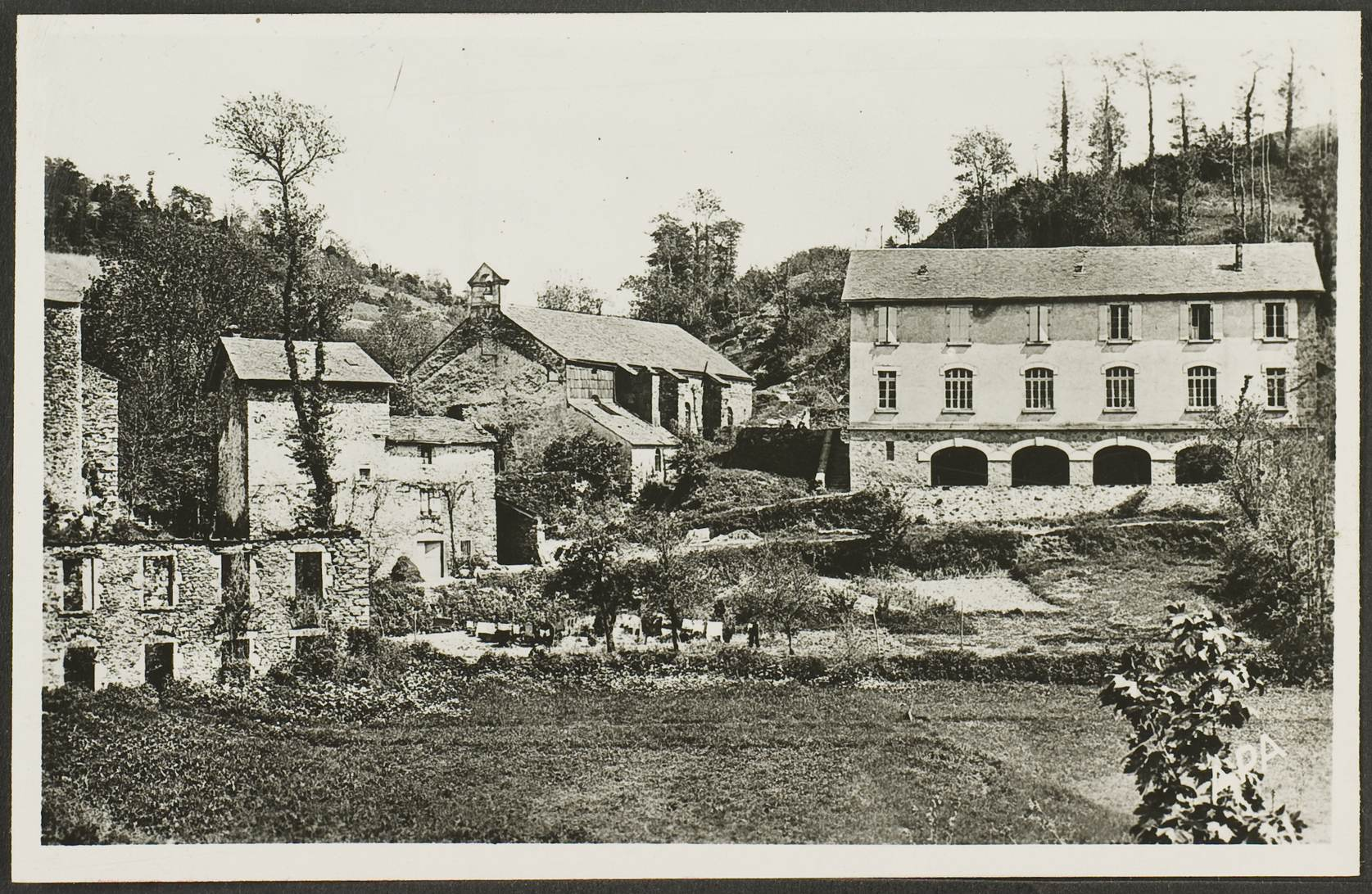
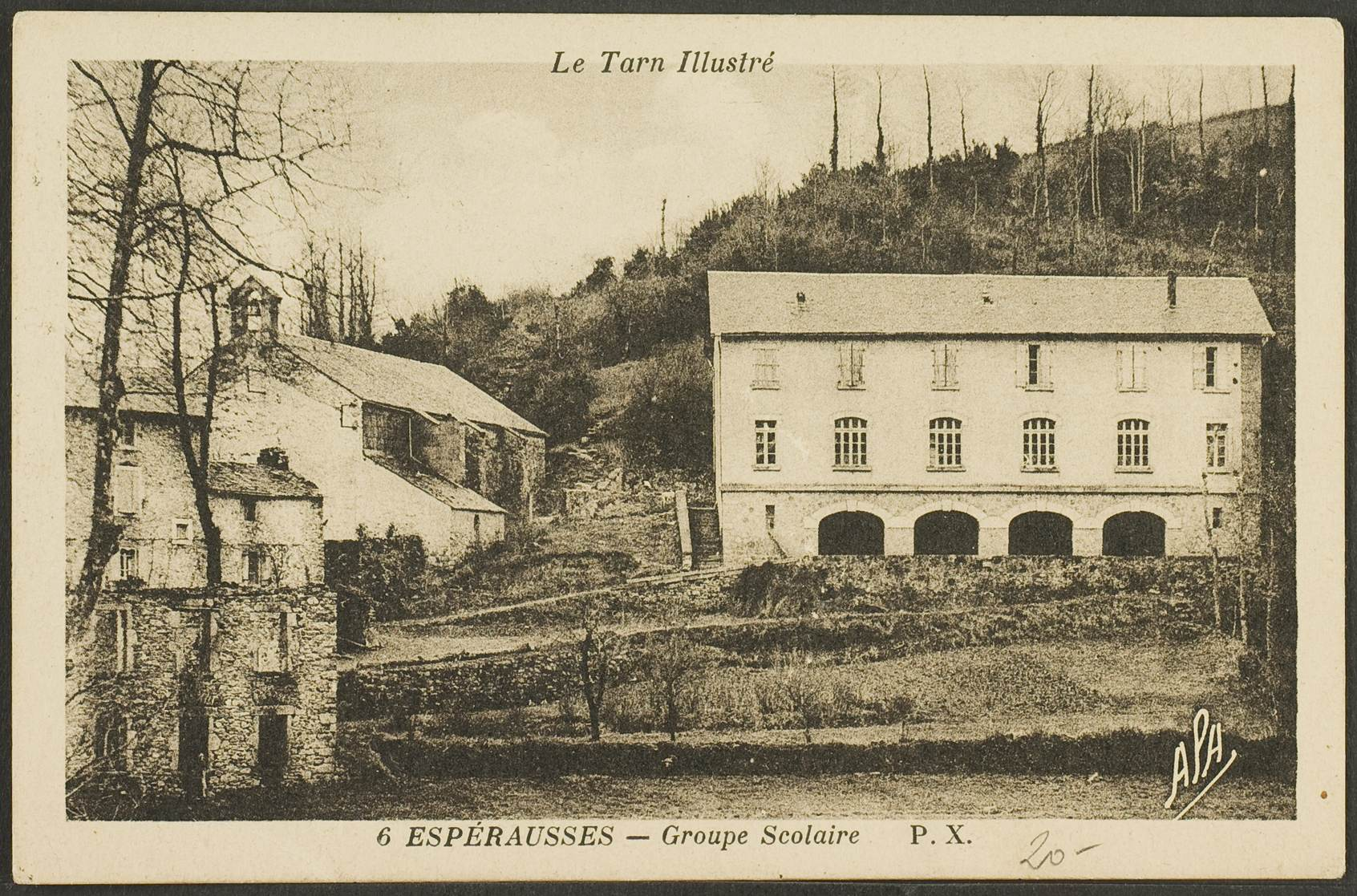

### Héraldique
| Espérausses | Son blasonnement est : Écartelé de gueules et d'or à la croix brochant de l'un en l'autre. |

## Culture locale et patrimoine

### Lieux et monuments
- Le château d'Espérausses ou château de la Barbacane (maison forte). Le château actuel est un bâtiment du XVIe siècle avec sa double rangée de fenêtres à meneaux et sa tour carrée de maison-forte. Occupé par la famille Bardou, il devient au XIXe siècle le presbytère protestant puis, au XXe siècle, la poste jusqu’en 1976, avant de redevenir une demeure privée.

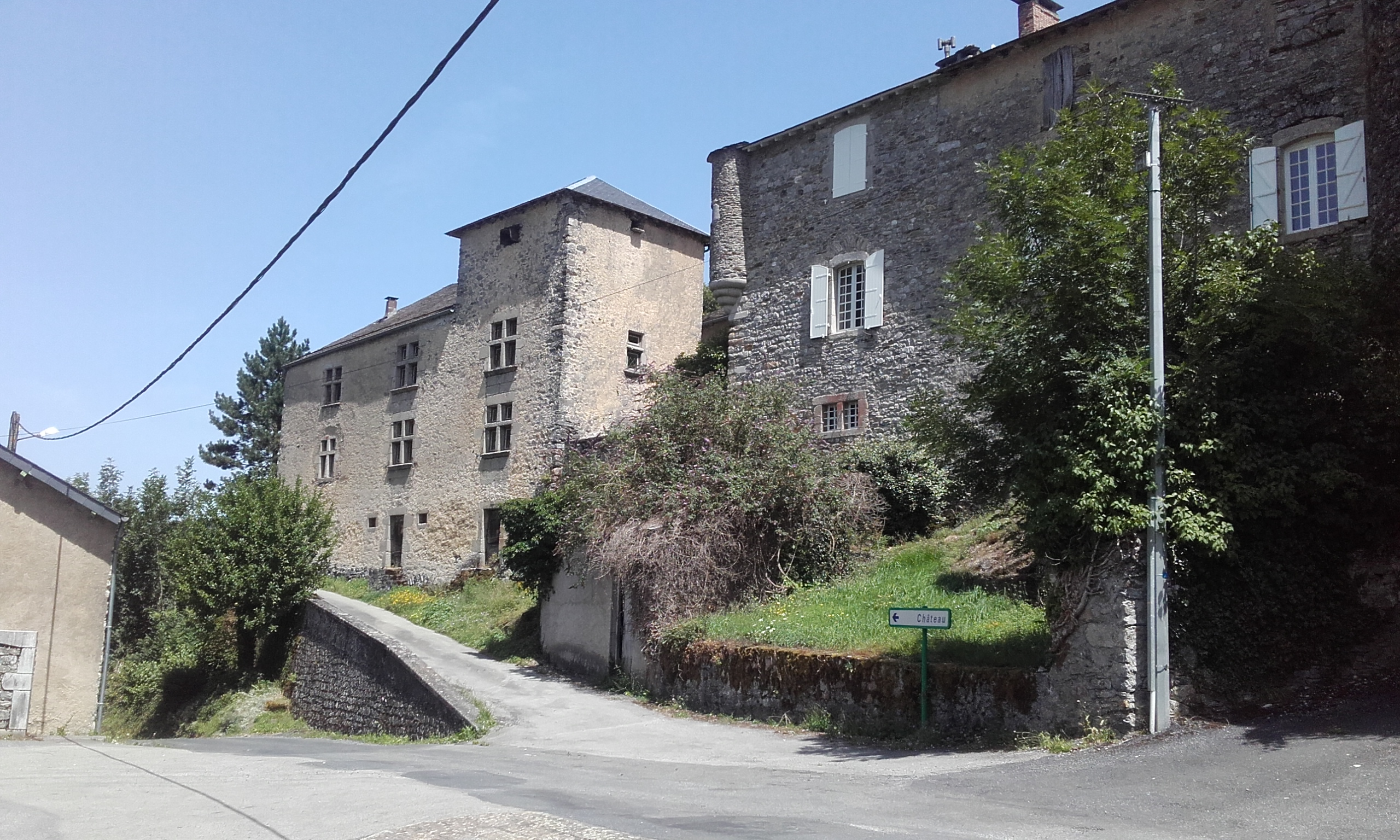
Château du XVIe siècle en deux bâtiments séparés.
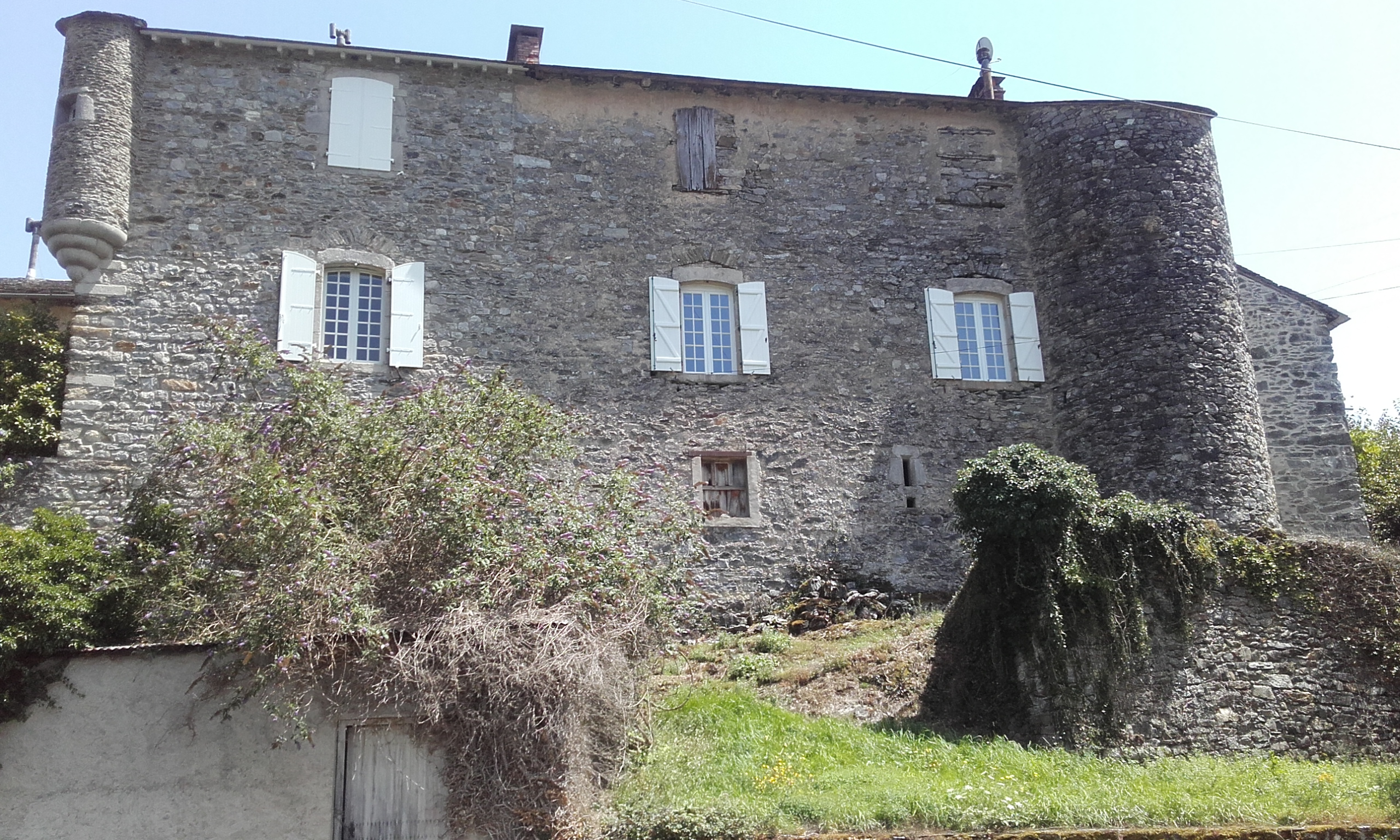
Façade ouest du bâtiment sud du château XVIe siècle.

- Église de la Nativité-de-Notre-Dame d'Espérausses (les deux cloches du XIXe siècle sont toujours sonnées à la main par le sonneur du village)[3],[4],[5].
- Le temple protestant du XIXe siècle
- Lavoir (première moitié du XXe siècle)
- Mairie et ancienne école
- Fontaine du Théron
- Ancien pensionnat catholique de Pratlong - Ecole Jeunesse-Lumière
- Chapelle Saint Louis de Pratlong et chapelle Sainte Thérèse de Lisieux de Pratlong (fresques de Nicolas Greschny)[6],[7].
- Chapelle gréco-chrétienne de Pratlong (lieux d'exposition d'icônes réalisées par des moines d'Ukraine[8]).

### Personnalités liées à la commune
- Jean-Martial Azaïs (1794-1863), magistrat et homme politique français, né à Espérausses.
- Jean-Jacques Bosc (1757-1840), négociant et homme politique français, baptisé à Espérausses.

### Langue
Jusqu'à la première moitié du XXe siècle, l'occitan était la langue principale parlée dans la localité. Cette langue, bien qu'encore parlée par quelques personnes, a ensuite été peu à peu remplacée par le français.

## Géographie

### Localisation
Commune du Massif central située dans les monts de Lacaune, elle fait partie du parc naturel régional du Haut-Languedoc.

### Communes limitrophes
Les communes limitrophes sont  Berlats, Fontrieu, Lacaze et Viane.
| Lacaze |             | Viane   |
|        | Espérausses | Berlats |
|        | Fontrieu    |         |

### Hydrographie
La commune est dans le bassin de la Garonne, au sein du bassin hydrographique Adour-Garonne. Elle est drainée par le Bertou, le ruisseau de Font Grésal, le ruisseau de Réveillargues et par divers petits cours d'eau, qui constituent un réseau hydrographique de 14 km de longueur totale,.
Le Bertou, d'une longueur totale de 20,8 km, prend sa source dans la commune de Gijounet et s'écoule d'est en ouest. Il traverse la commune et se jette dans le Gijou à Vabre, après avoir traversé 6 communes.

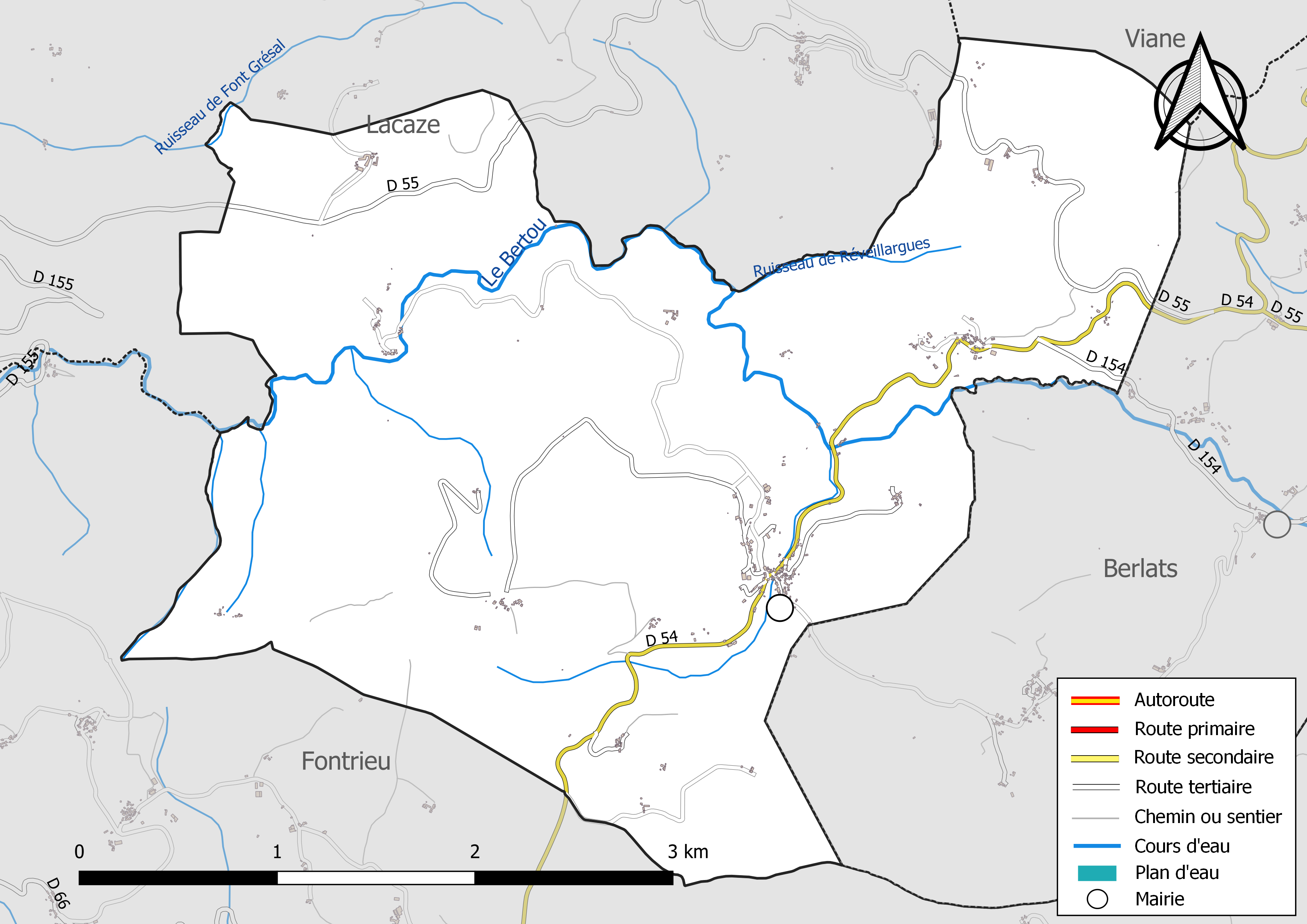
Réseaux hydrographique et routier d'Espérausses.

### Climat
Pour des articles plus généraux, voir Climat de l'Occitanie et Climat du Tarn.
En 2010, le climat de la commune est de type climat des marges montargnardes, selon une étude du Centre national de la recherche scientifique s'appuyant sur une série de données couvrant la période 1971-2000. En 2020, Météo-France publie une typologie des climats de la France métropolitaine dans laquelle la commune est exposée à un climat océanique altéré et est dans une zone de transition entre les régions climatiques « Aquitaine, Gascogne » et « Sud-est du Massif Central ».
Pour la période 1971-2000, la température annuelle moyenne est de 10,7 °C, avec une amplitude thermique annuelle de 15,3 °C. Le cumul annuel moyen de précipitations est de 1 290 mm, avec 12,5 jours de précipitations en janvier et 6 jours en juillet. Pour la période 1991-2020, la température moyenne annuelle observée sur la station météorologique de Météo-France la plus proche, « Lacaune », sur la commune de Lacaune à 13 km à vol d'oiseau, est de 10,2 °C et le cumul annuel moyen de précipitations est de 1 468,2 mm. 
La température maximale relevée sur cette station est de 37 °C, atteinte le 28 juin 1950 ; la température minimale est de −22,5 °C, atteinte le 16 janvier 1985,,.
Les paramètres climatiques de la commune ont été estimés pour le milieu du siècle (2041-2070) selon différents scénarios d'émission de gaz à effet de serre à partir des nouvelles projections climatiques de référence DRIAS-2020. Ils sont consultables sur un site dédié publié par Météo-France en novembre 2022.

### Milieux naturels et biodiversité

#### Espaces protégés
La protection réglementaire est le mode d’intervention le plus fort pour préserver des espaces naturels remarquables et leur biodiversité associée,.
La commune fait partie du parc naturel régional du Haut-Languedoc, créé en 1973 et d'une superficie de 307 184 ha, qui s'étend sur 118 communes et deux départements. Implanté de part et d’autre de la ligne de partage des eaux entre Océan Atlantique et mer Méditerranée, ce territoire est un véritable balcon dominant les plaines viticoles du Languedoc et les étendues céréalières du Lauragais,

#### Zones naturelles d'intérêt écologique, faunistique et floristique
L’inventaire des zones naturelles d'intérêt écologique, faunistique et floristique (ZNIEFF) a pour objectif de réaliser une couverture des zones les plus intéressantes sur le plan écologique, essentiellement dans la perspective d’améliorer la connaissance du patrimoine naturel national et de fournir aux différents décideurs un outil d’aide à la prise en compte de l’environnement dans l’aménagement du territoire.
Deux ZNIEFF de type 1 sont recensées sur la commune :
la « grotte de Routagal et environs » (14 ha), et 
la « vallée du Gijou de Lacaze à Bézergues et vallée de l'Agoût de Bézergues à la Vergne » (6 257 ha), couvrant 7 communes du département
et une ZNIEFF de type 2, : 
la « vallée de l'Agoût de Brassac à Burlats et vallée du Gijou » (15 868 ha), couvrant 17 communes du département.

Carte des ZNIEFF de type 1 et 2 à Espérausses.
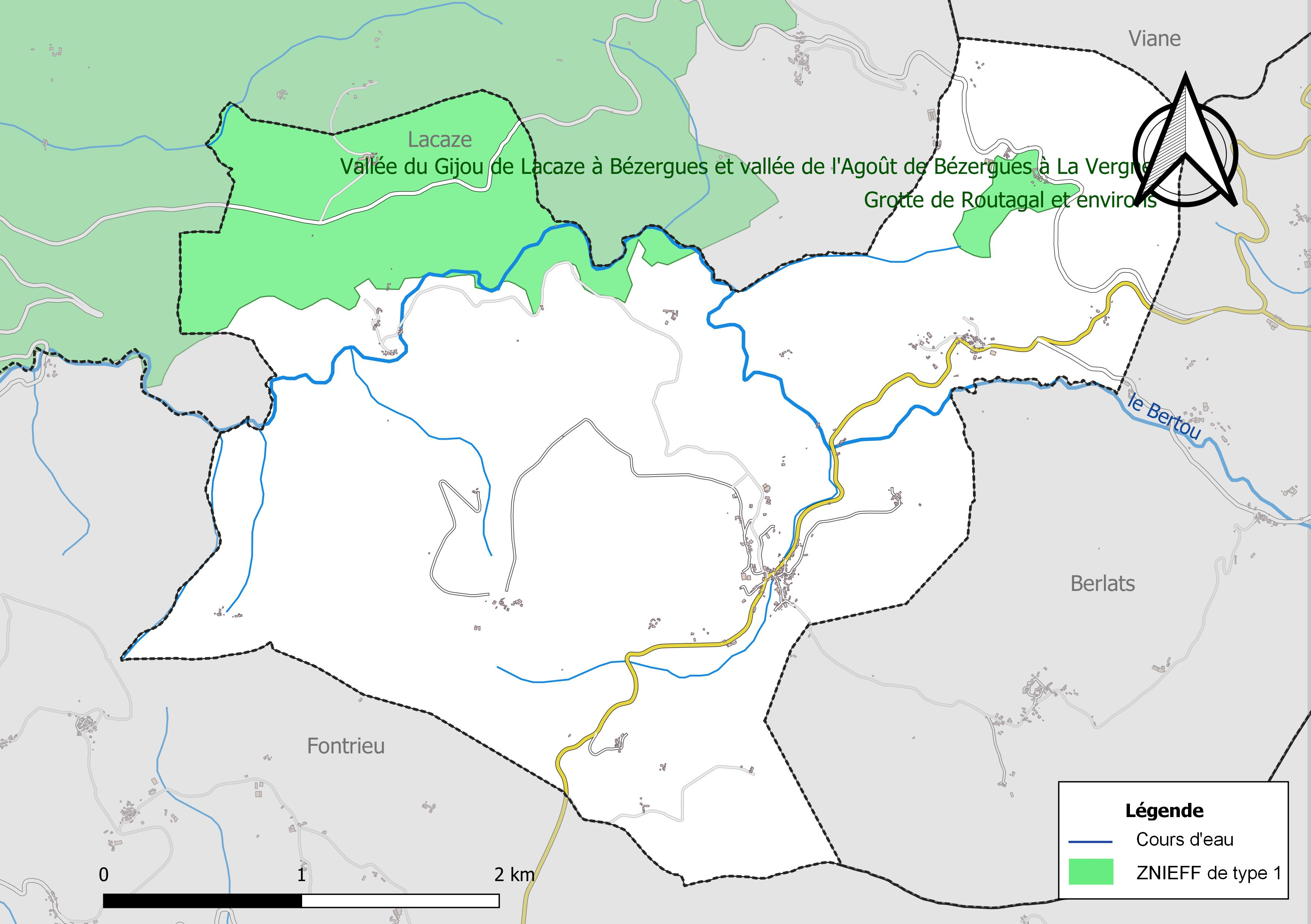
Carte des ZNIEFF de type 1 sur la commune.
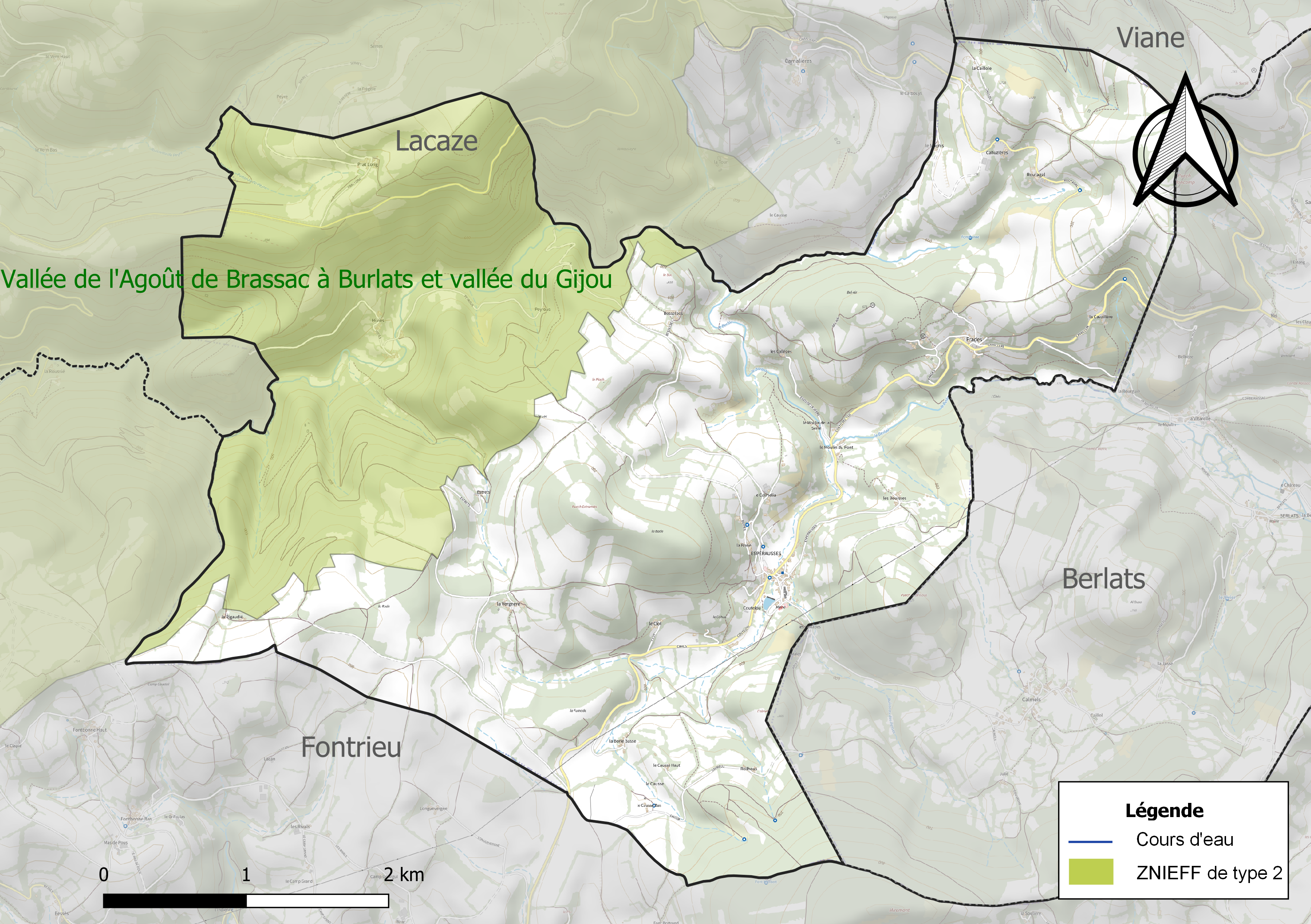
Carte de la ZNIEFF de type 2 sur la commune.

## Urbanisme

### Typologie
Au 1er janvier 2024, Espérausses est catégorisée commune rurale à habitat dispersé, selon la nouvelle grille communale de densité à sept niveaux définie par l'Insee en 2022.
Elle est située hors unité urbaine et hors attraction des villes,.

### Occupation des sols
L'occupation des sols de la commune, telle qu'elle ressort de la base de données européenne d’occupation biophysique des sols Corine Land Cover (CLC), est marquée par l'importance des territoires agricoles (55,6 % en 2018), une proportion sensiblement équivalente à celle de 1990 (55,2 %). La répartition détaillée en 2018 est la suivante : 
prairies (45,1 %), forêts (44,4 %), zones agricoles hétérogènes (10,4 %). L'évolution de l’occupation des sols de la commune et de ses infrastructures peut être observée sur les différentes représentations cartographiques du territoire : la carte de Cassini (XVIIIe siècle), la carte d'état-major (1820-1866) et les cartes ou photos aériennes de l'IGN pour la période actuelle (1950 à aujourd'hui).

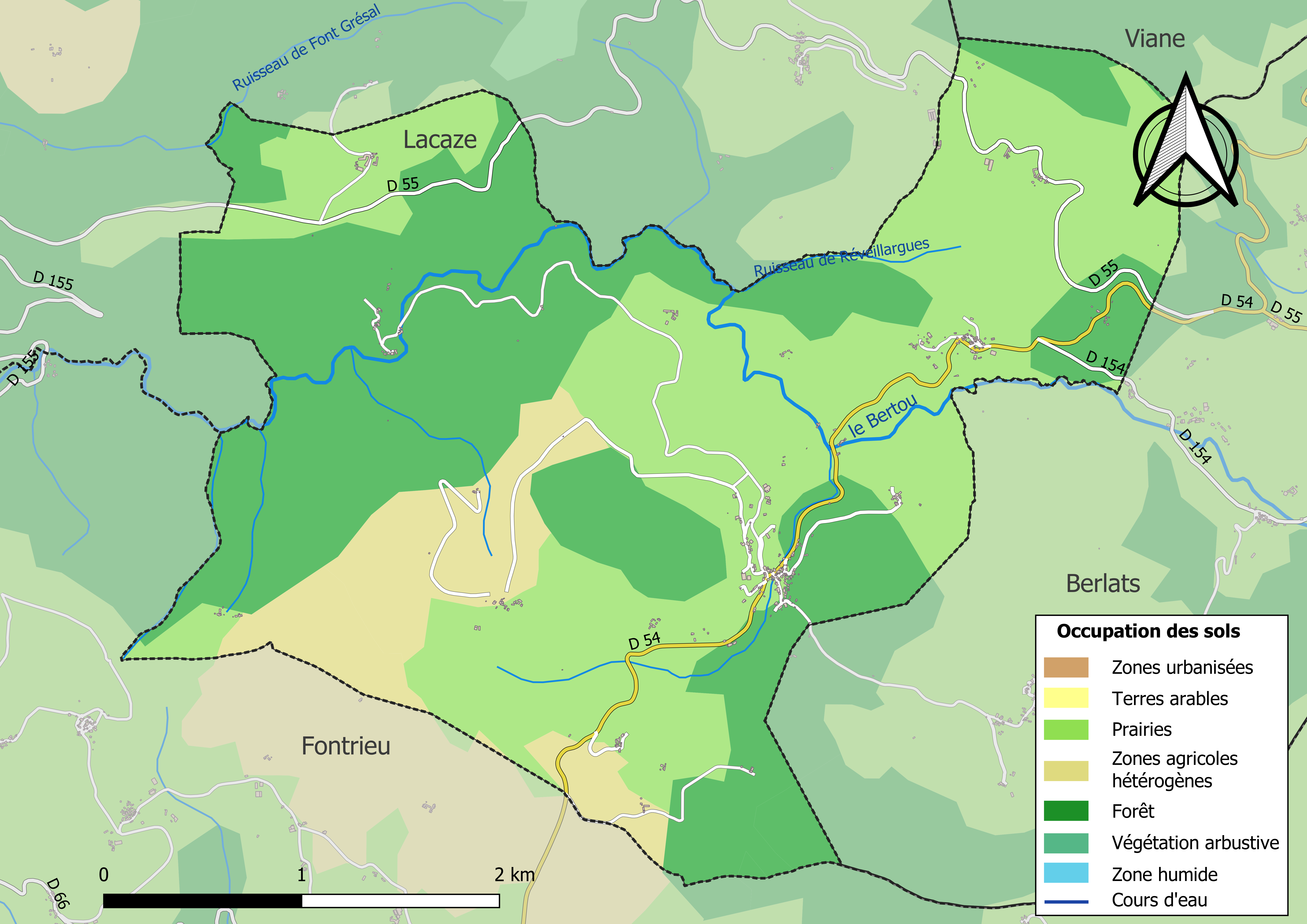
Carte des infrastructures et de l'occupation des sols de la commune en 2018 (CLC).

### Risques majeurs
Le territoire de la commune d'Espérausses est vulnérable à différents aléas naturels : météorologiques (tempête, orage, neige, grand froid, canicule ou sécheresse), inondations, feux de forêts, mouvements de terrains et séisme (sismicité très faible). Il est également exposé à un risque technologique, le transport de matières dangereuses, et à un risque particulier : le risque de radon. Un site publié par le BRGM permet d'évaluer simplement et rapidement les risques d'un bien localisé soit par son adresse soit par le numéro de sa parcelle.

#### Risques naturels
Certaines parties du territoire communal sont susceptibles d’être affectées par le risque d’inondation par débordement de cours d'eau, notamment le Bertou. La cartographie des zones inondables en ex-Midi-Pyrénées réalisée dans le cadre du XIe Contrat de plan État-région, visant à informer les citoyens et les décideurs sur le risque d’inondation, est accessible sur le site de la DREAL Occitanie. La commune a été reconnue en état de catastrophe naturelle au titre des dommages causés par les inondations et coulées de boue survenues en 1982, 2014 et 2021,.
Espérausses est exposée au risque de feu de forêt du fait de la présence sur son territoire. En 2022, il n'existe pas de Plan de Prévention des Risques incendie de forêt (PPRif). Le débroussaillement aux abords des maisons constitue l’une des meilleures protections pour les particuliers contre le feu,.

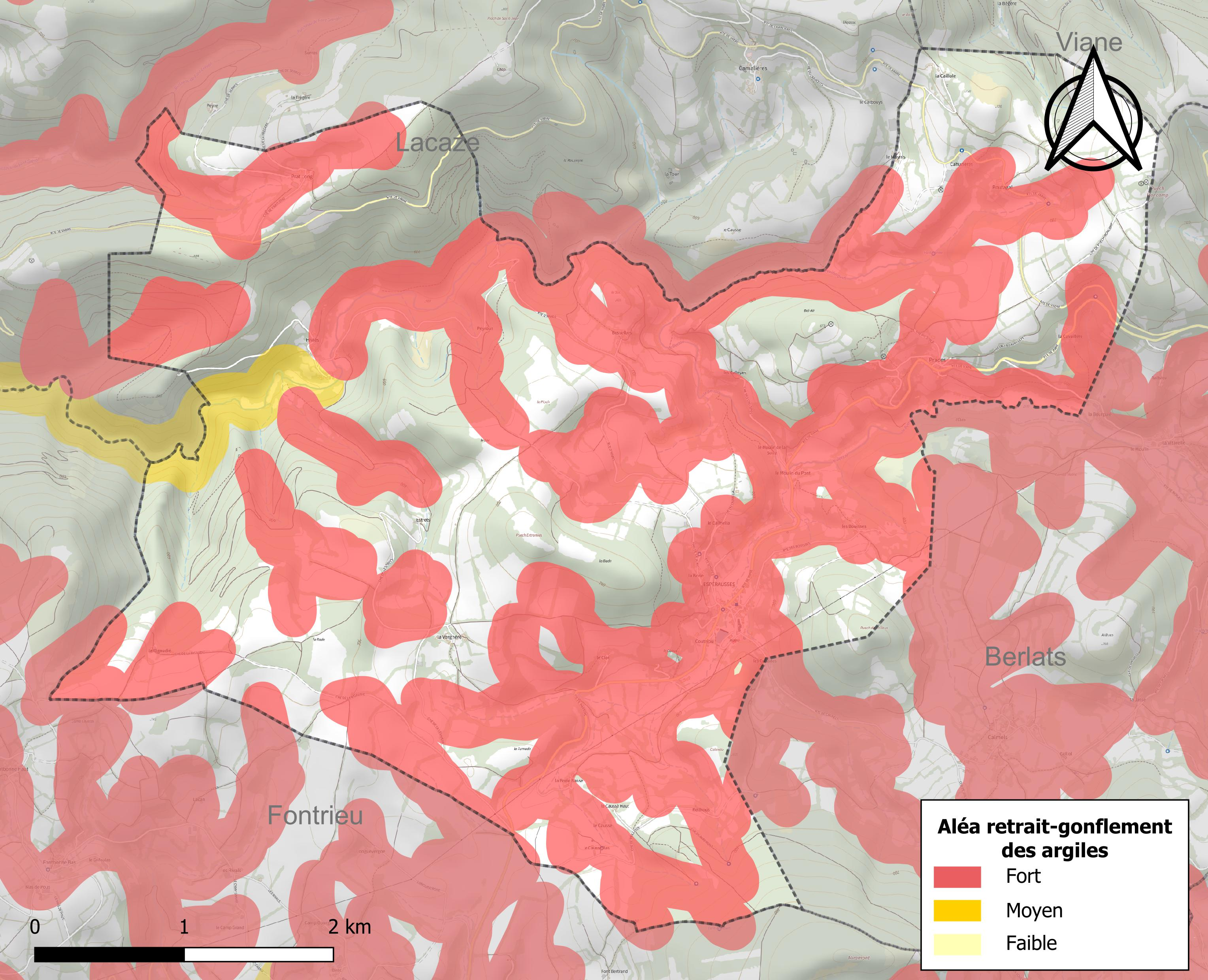
Carte des zones d'aléa retrait-gonflement des sols argileux d'Espérausses.

La commune est vulnérable au risque de mouvements de terrains constitué principalement du retrait-gonflement des sols argileux. Cet aléa est susceptible d'engendrer des dommages importants aux bâtiments en cas d’alternance de périodes de sécheresse et de pluie. 58,1 % de la superficie communale est en aléa moyen ou fort (76,3 % au niveau départemental et 48,5 % au niveau national). Sur les 168 bâtiments dénombrés sur la commune en 2019, 149 sont en aléa moyen ou fort, soit 89 %, à comparer aux 90 % au niveau départemental et 54 % au niveau national. Une cartographie de l'exposition du territoire national au retrait gonflement des sols argileux est disponible sur le site du BRGM,.
Par ailleurs, afin de mieux appréhender le risque d’affaissement de terrain, l'inventaire national des cavités souterraines permet de localiser celles situées sur la commune.

#### Risques technologiques
Le risque de transport de matières dangereuses sur la commune est lié à sa traversée par des infrastructures routières ou ferroviaires importantes ou la présence d'une canalisation de transport d'hydrocarbures. Un accident se produisant sur de telles infrastructures est susceptible d’avoir des effets graves sur les biens, les personnes ou l'environnement, selon la nature du matériau transporté. Des dispositions d’urbanisme peuvent être préconisées en conséquence.

#### Risque particulier
Dans plusieurs parties du territoire national, le radon, accumulé dans certains logements ou autres locaux, peut constituer une source significative d’exposition de la population aux rayonnements ionisants. Certaines communes du département sont concernées par le risque radon à un niveau plus ou moins élevé. Selon la classification de 2018, la commune d'Espérausses est classée en zone 2, à savoir zone à potentiel radon faible mais sur lesquelles des facteurs géologiques particuliers peuvent faciliter le transfert du radon vers les bâtiments.

## Politique et administration
| Période                                  | Période     | Identité                      | Étiquette | Qualité |
| ---------------------------------------- | ----------- | ----------------------------- | --------- | ------- |
| 1793                                     | 1797        | Mathieu Pomies                |           |         |
| 1797                                     | 1808        | Jean Marc Pomies              |           |         |
| 1808                                     | 1814        | Jacques Louis Azais           |           |         |
| 1815                                     | 1821        | Jean François Azais           |           |         |
| 1821                                     | 1823        | Montbosc                      |           |         |
| 1823                                     | 1830        | Isidore Montbosc              |           |         |
| 1830                                     | 1831        | Marc Bonnet                   |           |         |
| 1831                                     | 1832        | Jean Louis Viala              |           |         |
| 1832                                     | 1836        | Jacques Sicard                |           |         |
| 1837                                     | 1862        | Alexis Rossignol              |           |         |
| 1863                                     | 1879        | Eugène Rossignol              |           |         |
| 1879                                     | 1888        | Paul Sicard                   |           |         |
| 1888                                     | 1892        | Philippe Bonnet               |           |         |
| Janvier 1893                             | Avril 1893  | Edmond Bardou                 |           |         |
| 1893                                     | 1904        | Pierre Gineste                |           |         |
| 1904                                     | 1907        | Jean Louis Barthélémy Carayon |           |         |
| Mars 2001                                | Mars 2008   | Yvan Rossignol                |           |         |
| Mars 2008                                | 18 mai 2020 | Jean-Jacques Barthes          |           |         |
| 18 mai 2020                              | en cours    | Véronique Armengaud           |           |         |
| Les données manquantes sont à compléter. |             |                               |           |         |

## Démographie
| 1793 | 1800 | 1806 | 1821  | 1831  | 1836  | 1841  | 1846  | 1851 |
| ---- | ---- | ---- | ----- | ----- | ----- | ----- | ----- | ---- |
| 510  | 392  | 633  | 1 002 | 1 072 | 1 008 | 1 049 | 1 038 | 993  |

| 1856 | 1861  | 1866 | 1872 | 1876 | 1881 | 1886 | 1891 | 1896 |
| ---- | ----- | ---- | ---- | ---- | ---- | ---- | ---- | ---- |
| 936  | 1 013 | 970  | 954  | 967  | 987  | 875  | 808  | 818  |

| 1901 | 1906 | 1911 | 1921 | 1926 | 1931 | 1936 | 1946 | 1954 |
| ---- | ---- | ---- | ---- | ---- | ---- | ---- | ---- | ---- |
| 784  | 745  | 764  | 601  | 536  | 502  | 496  | 496  | 388  |

| 1962 | 1968 | 1975 | 1982 | 1990 | 1999 | 2006 | 2007 | 2012 |
| ---- | ---- | ---- | ---- | ---- | ---- | ---- | ---- | ---- |
| 303  | 254  | 203  | 184  | 154  | 133  | 148  | 149  | 172  |

| 2017 | 2022 | - | - | - | - | - | - | - |
| ---- | ---- | - | - | - | - | - | - | - |
| 172  | 155  | - | - | - | - | - | - | - |

## Économie

### Revenus
En 2018, la commune compte 67 ménages fiscaux, regroupant 137 personnes. La médiane du revenu disponible par unité de consommation est de 17 710 € (20 400 € dans le département).

### Emploi
|                | 2008  | 2013  | 2018  |
| -------------- | ----- | ----- | ----- |
| Commune        | 4,1 % | 6,9 % | 7,3 % |
| Département    | 8,2 % | 9,9 % | 10 %  |
| France entière | 8,3 % | 10 %  | 10 %  |

En 2018, la population âgée de 15 à 64 ans s'élève à 111 personnes, parmi lesquelles on compte 53,7 % d'actifs (46,5 % ayant un emploi et 7,3 % de chômeurs) et 46,3 % d'inactifs,. Depuis 2008, le taux de chômage communal (au sens du recensement) des 15-64 ans est inférieur à celui de la France et du département.
La commune est hors attraction des villes,. Elle compte 17 emplois en 2018, contre 24 en 2013 et 19 en 2008. Le nombre d'actifs ayant un emploi résidant dans la commune est de 51, soit un indicateur de concentration d'emploi de 33,3 % et un taux d'activité parmi les 15 ans ou plus de 38,9 %.
Sur ces 51 actifs de 15 ans ou plus ayant un emploi, 15 travaillent dans la commune, soit 29 % des habitants. Pour se rendre au travail, 86,3 % des habitants utilisent un véhicule personnel ou de fonction à quatre roues, 2 % s'y rendent en deux-roues, à vélo ou à pied et 11,8 % n'ont pas besoin de transport (travail au domicile).

### Activités hors agriculture
5 établissements sont implantés  à Espérausses au 31 décembre 2019.
Le secteur de l'industrie manufacturière, des industries extractives et autres est prépondérant sur la commune puisqu'il représente 60 % du nombre total d'établissements de la commune (3 sur les 5 entreprises implantées  à Espérausses), contre 13 % au niveau départemental.

### Agriculture
|               | 1988 | 2000 | 2010 | 2020 |
| ------------- | ---- | ---- | ---- | ---- |
| Exploitations | 18   | 13   | 11   | 9    |
| SAU (ha)      | 369  | 314  | 303  | 318  |

La commune est dans les Monts de Lacaune, une petite région agricole située dans le sud-est du département du Tarn. Entre bocages et forêt, cette zone est dédiée à l’élevage de ruminants de races à viande ou laitières. Sur les plus hauts plateaux, de nombreux élevages de brebis laitières produisent le lait destiné à la fabrication du roquefort. En 2020, l'orientation technico-économique de l'agriculture  sur la commune est l'élevage d'ovins ou de caprins. Neuf exploitations agricoles ayant leur siège dans la commune sont dénombrées lors du recensement agricole de 2020 (18 en 1988). La superficie agricole utilisée est de 318 ha,,.